# Orde van Preah Vesandar
Het Koninkrijk Cambodja kent een groot aantal ridderorden en onderscheidingen. Een daarvan was de op 13 maart 1966 ingestelde Orde van Preah Vesandar of Brhat Virasandra. Na het herstel van de Cambodjaanse monarchie in 1994 werd het systeem van ridderorden aangepast en uitgebreid. De Orde van Preah Vesanda werd door koning Sihanouk niet aangehouden.
De Orde kende een enkele rang.